# Barcelona Challenger 1982
Il Barcelona Challenger 1982 è stato un torneo di tennis facente parte della categoria ATP Challenger Series nell'ambito dell'ATP Challenger Series 1982. Il torneo si è giocato a Barcellona in Spagna dal 12 al 18 aprile 1982 su campi in terra rossa.

## Vincitori

### Singolare
Diego Pérez ha battuto in finale  Alberto Tous con il punteggio di 6–3, 6–0

### Doppio
Sergio Casal /  Christoph Zipf hanno battuto in finale  Broderick Dyke /  Hans-Peter Kandler con il punteggio di 5–7, 6–1, 6–2